# HD 102328
HD 102328，又名BD+56 1544，SAO 28142、HR 4521，是一颗恒星，视星等为5.27，位于銀經140.77，銀緯59.21，其B1900.0坐标为赤經11h 41m 34.5s，赤緯+56° 59.21′ 4″。